# François de Coligny
François de Coligny (* 28. April 1557; † 8. Oktober 1591), comte de Coligny et seigneur de Châtillon-sur-Loing, war ein Sohn von Gaspard II. (1519–1572) comte de Coligny, Pair und Admiral von Frankreich, genannt (Amiral de Coligny), der in der Bartholomäusnacht (24. August) 1572 ermordet worden war, und dessen Gemahlin Charlotte de Laval. Er war einer der Führer der Protestanten während der Hugenottenkriege in Frankreich.

## Militärische Karriere
Seine ersten Erfahrungen sammelte er während des sechsten Hugenottenkrieges bei der Verteidigung von Montpellier (1576–1577). Er ließ zunächst die Zitadelle einreißen, die von königlichen Soldaten besetzt war. Als die Situation schwierig wurde, unternahm er einen Ausfall, durcheilte die Gebirgsregion der Cevennen und marschierte bis Bergerac (Dordogne), um von dort Verstärkung nach Montpellier zu holen.
Zu Beginn des Krieges der Katholischen Liga, als König Heinrich III. von Frankreich praktisch keine Unterstützung mehr fand, gelang es Coligny, das Oberhaupt der Liga, Charles de Lorraine bei Chartres (1589) zu besiegen.
Er zeichnete sich auch in der Schlacht von Arques (September 1589) aus, da sein Eintreffen an der Spitze von fünfhundert Armbrustschützen es König Heinrich IV. von Frankreich ermöglichte, einen wichtigen Sieg zu erringen.

## Ehe und Nachkommen
François de Coligny vermählte sich am 18. Mai 1581 mit Marguerite d’Ailly (?–1604), Tochter von Charles d’Ailly seigneur de Seigneville. Sie hatten vier Kinder:
- Henri de Coligny (?–10. September 1601) comte de Coligny et seigneur de Châtillon, der 1601 beim Angriff auf Ostende fiel,
- Gaspard (1584–1646) Graf und später Herzog von Coligny, Marschall von Frankreich bekannt als (le maréchal de Chatillon),
- Charles de Coligny, seigneur de Beaupont,
- Françoise de Coligny (?–1637) heiratete 1602 René de Talensac, seigneur de Londrières.

Siehe auch Haus Coligny